# توماس إم. غرين سينيور
توماس إم. غرين سينيور (بالإنجليزية: Thomas M. Green, Sr.) هو ضابط أمريكي، ولد في 19 نوفمبر 1723 في ويليامزبرغ في الولايات المتحدة، وتوفي في 1805 في مقاطعة جيفرسون في الولايات المتحدة.